# 沃爾斯利裝甲車
沃爾斯利裝甲車是日本陸軍的裝甲車，由石川島汽車開發。

## 開發
英國的沃爾斯利汽車與石川島汽車（即現在的五十鈴）建立合作關係，授權日本生產汽車。第一輛日本製造的沃爾斯利汽車於1922年生產，但合作在幾年後被取消。
1928年石川島在沃爾斯利CP卡車底盤的基礎上製造出一款裝甲車。因合作關係終止，該車命名為墨田（日语：スミダ）在海外也被稱為沃爾斯利墨田裝甲車（英語：Wolseley sumida armoured car）。

## 簡介
沃爾斯利車體覆蓋6毫米裝甲板，重4.5噸，長5.562米、寛1.892米、高2.615米。前艙用作發動機艙，後部車艙用於搭載圓形半球頂機槍砲塔，主武器為改裝後的三年式重機槍。機組人員包括駕駛員、槍手和車長。最高時速方每小時40公里， 最大行程200公里。關於該車的製造數量尚未清楚。

### 

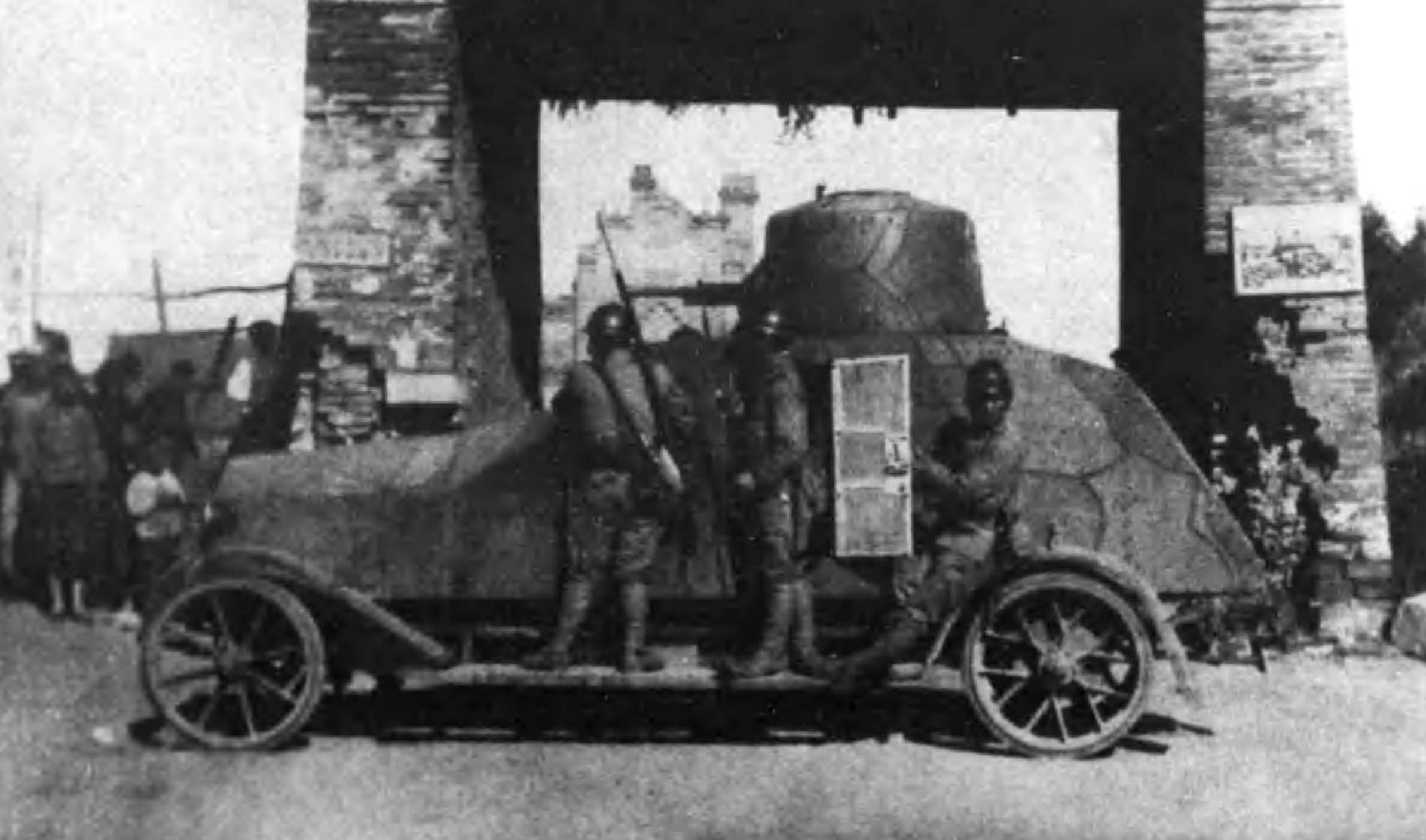
在奉天的沃爾斯利

## 使用國家

### 大日本帝国
至少3輛被運往駐中國東北並參與了九一八事變。

### 滿洲國
該車在滿洲用於道路巡邏、要點守備等任務。1935年左右停止使用。